# Stibogluconat de sodiu
Stibogluconatul de sodiu este un antiprotozoaric utilizat în tratamentul leishmaniozei. Căile de administrare disponibile sunt intravenoasă și intramusculară. Se poate utiliza în asociere cu miltefosină sau amfotericină B lipozomală pentru contracararea fenomenelor de rezistență.
Molecula a fost utilizată medical începând cu anii 1940. Se află pe lista medicamentelor esențiale ale Organizației Mondiale a Sănătății.